# Katja Ebstein
Katja Ebstein, właśc. Karin Ilse Witkiewicz (ur. 9 marca 1945 w Girlachsdorf) – niemiecka piosenkarka i aktorka, trzykrotnie reprezentująca Niemcy w Konkursie Piosenki Eurowizji za każdym razem plasując się w najlepszej trójce.

## Życiorys
Jej rodzina pochodziła z Chorzowa. Po powojennych wysiedleniach ze Śląska, wraz z rodziną zamieszkała w berlińskiej dzielnicy Reinickendorf. Po ukończeniu szkoły średniej Ebstein studiowała archeologię oraz literaturę romańską na Wolnym Uniwersytecie w Berlinie. Związała się wówczas z berlińską sceną jazzową, zaczęła również śpiewać w pubach studenckich.
W 1964 wystąpiła w programie telewizyjnym Marmeladentopf na antenie  Sender Freies Berlin, śpiewając hiszpańską piosenkę Fandango de Huelva. Występ wzbudził zainteresowanie kompozytora i producenta muzycznego Heino Gaze, który zaangażował ją do sowich produkcji muzycznych i  wyprodukował jej dwa pierwsze single Irgendwo, irgendwie w 1965 i Wo ist das Schiff z 1966. W tym samym roku wzięła udział w Międzynarodowym Festiwalu Piosenki w Knokke. W 1967 poznała Siegfrieda Locha, szefa niemieckiego oddziału amerykańskiej wytwórni płytowej United Artists, z którą następnie podpisała kontrakt.
Wydała ponad 30 albumów. W latach 1970, 1971, 1980 brała udział w Konkursie Piosenki Eurowizji. Za pierwszym i drugim razem zajmując trzecie miejsce, za trzecim – drugie. Od początku lat 80. rozpoczęła karierę aktorki teatralnej.  W 1980 zadebiutowała w sztuce Profesor Unrat w Ernst-German-Theater w Hamburgu u boku Friedricha Schüttera. Wystąpiła m.in. jako piratka Jenny w Operze za trzy grosze czy musicalach Chicago, Sweet Charity i Victor i Victoria. W 1989 roku Ebstein wystąpiła w serialu Friedrichstadtpalast.

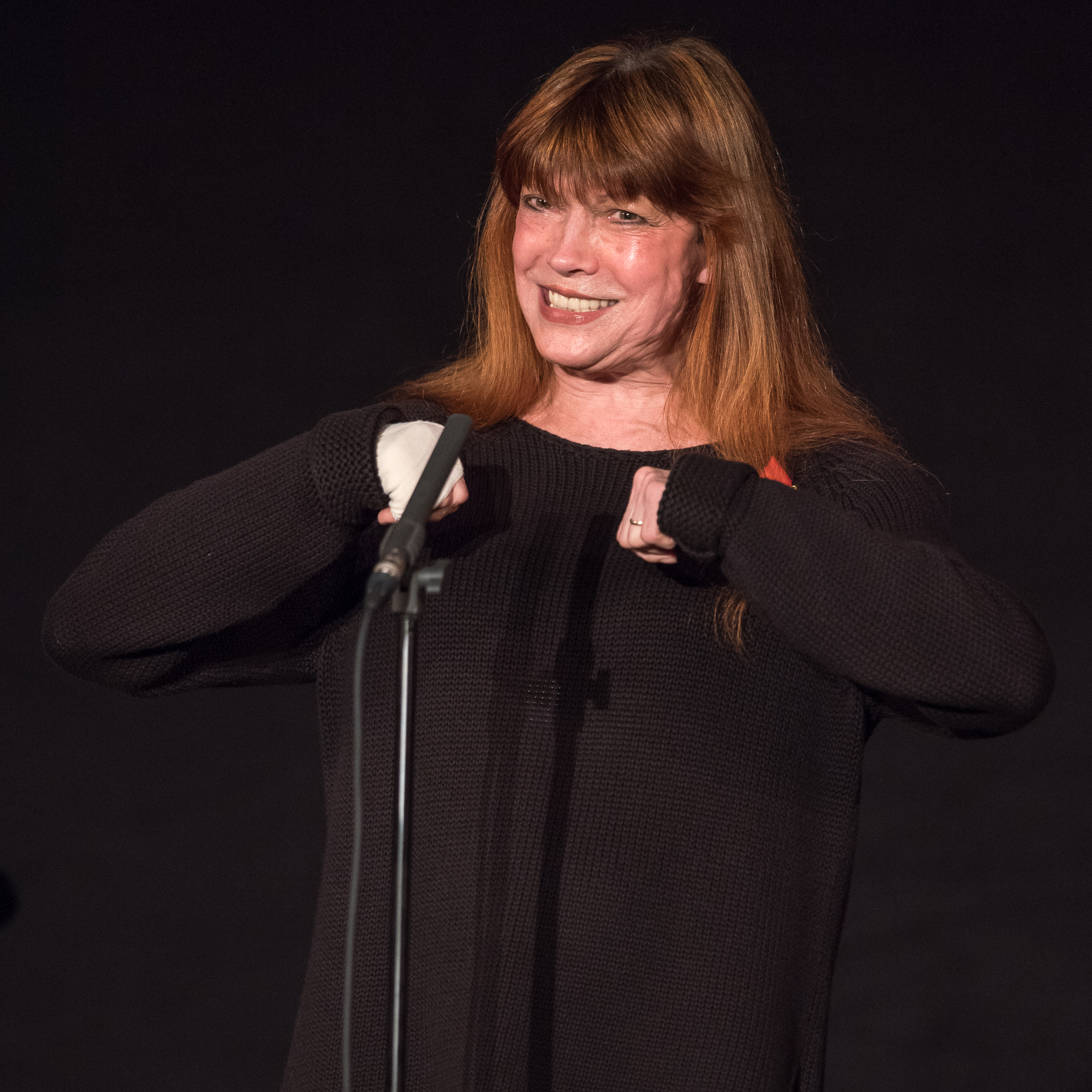
Katja Ebstein (2016)

Od lat 90. Ebstein skupia się na piosence literackiej i poezji śpiewanej, intepretując teksty twórców takich jak Kurt Tucholsky, Heinrich Heine czy Erich Kästner.
W 2005 z okazji 40-lecie kariery zawodowej wydała album Witkiewicz. W 2007 wystąpiła w niemieckiej edycji show Taniec z gwiazdami, zdobywając drugie miejsce. W 2011 wydała nową aranżację szlagieru Wunder gibt es immer wieder, wraz z raperem JokA  która przez kilka tygodni utrzymywała się na 1. miejscu niemieckiej listy przebojów hip-hopu. W 2023 wystąpiła w show The Masked Singer na antenie ProSieben.
Angażuje się w wiele projektów charytatywnych, m.in. w Mali i Peru oraz prowadzi własną fundację na rzecz potrzebujących dzieci. Angażuje się także w działalność stowarzyszenia Künstler für Christus, wspierającego prześladowanych chrześcijan. W 2017 SPD nominowała ją w skład Zgromadzenia Federalnego, wybierającego prezydenta Republiki Federalnej.

## Życie prywatne
Dwukrotnie zamężna. W latach 1972–1976 jej mężem był producent muzyczny Christian Bruhn. W 1979 zawarła związek małżeński z zmarłym w 2008, reżyserem Klausem Überallem. Jest bezdzietna.

## Dyskografia

### Albumy studyjne
- Katja (wyd. Liberty 1969)
- Wunder gibt es immer wieder (wyd. Liberty 1970)
- Mein Leben ist wie ein Lied (wyd. Liberty 1970)
- Freunde (wyd. United Artists 1971)
- Katja Ebstein en español (wyd. United Artists 1971)
- Wir leben – wir lieben (wyd. United Artists 1972)
- Katja (wyd. United Artists 1973)
- The star of Mykonos (wyd. United Artists 1974)
- Le soleil de Mykonos (wyd. United Artists 1974)
- …was ich noch singen wollte (wyd. United Artists 1974)
- Wilde Rosen und andere Träume (wyd. EMI Electrola 1974)
- Katja Ebstein singt Heinrich Heine (wyd. EMI Electrola 1975)
- Katja & Co. (wyd. EMI Electrola 1976)
- In Petersburg ist Pferdemarkt (wyd. EMI Electrola 1976)
- Liebe (wyd. EMI Electrola 1977)
- So wat wie ick et bin… kann nur aus Berlin sein (wyd. EMI Electrola 1978)
- Glashaus (wyd. Ariola 1980)
- Katja live (wyd. Ariola 1980)
- He du da… (wyd. Ariola 1980)
- Kopf hoch (wyd. Ariola 1981)
- Mein Name ist Katja (wyd. Ariola 1982)
- Traumzeit??? (wyd. Ariola 1982)
- Lyrikerinnen (z Lutz Görner; wyd. Rezitheater-Verlag 1990)
- LiLaLutsche – ich rutsche auf der Rutsche (Children's Songs) (wyd. Igel Records 1991)
- Ebstein (wyd. Polydor 1994)
- Meisterinnenwerke (wyd. CAT Music 1996)
- Ave von Medjugorje – Pilgerlieder (z Inge Brück; wyd. CAT Music 1996)
- Ave from Medjugorje – Pilgrim songs (z Inge Brück; wyd. CAT Music 1997)
- Ave de Medjugorje – Chansons pelèrines (z Inge Brück; wyd. CAT Music 1997)
- Ave von Medjugorje (in Bosnian language) (z Inge Brück; wyd. CAT Music 1997)
- Lasst Euch nicht verführen! – Katja Ebstein singt und spricht Bertolt Brecht (wyd. Deutsche Grammophon 1999)
- Berlin… trotz und alledem! (wyd. Deutsche Grammophon 1999)
- Es fällt ein Stern herunter… (wyd. CAT Music 2001)
- Witkiewicz (wyd. EMI 2005)
- Nur der Wind kennt meine Träume – Hits & Raritäten (wyd. Sony Music 2010)
- Na und – wir leben noch! (2013)
- Sister Class (2015)
- Original Album Classics (wyd. Sony Music 2018)